# Hidalgo, Illinois
Hidalgo là một làng thuộc quận Jasper, tiểu bang Illinois, Hoa Kỳ. Năm 2010, dân số của làng này là 106 người.

## Dân số
Dân số qua các năm:
- Năm 2000: 123 người.
- Năm 2010: 106 người.